# Пасынково (Тверская область)
Па́сынково — пригородная деревня в Калининском районе Тверской области. Относится к Эммаусскому сельскому поселению.
Расположена на выезде из Твери по Московскому шоссе, в 2 км от посёлка Химинститута, дальше в 2,5 км — посёлок Эммаус. Рядом река Волга.
Деревня расположена вдоль шоссе, но в последнее время[когда?]

 застраивается новыми домами в сторону Волги.
Население по переписи 2002 — 107 человек, 54 мужчины, 53 женщины.